# Speyeria bischoffi
Speyeria bischoffi är en fjärilsart som beskrevs av Edwards 1871. Speyeria bischoffi ingår i släktet Speyeria och familjen praktfjärilar. Inga underarter finns listade i Catalogue of Life.